# サムスンSDS
サムスンSDS（Samsung SDS）は、韓国の財閥系システムインテグレーターで、サムスングループに属する。
1985年5月1日に同グループの電算業務をまとめるため「サムスンデータシステム」として設立され、1987年には韓国IBMから資本参加を受け入れた。
1988年に情報技術教育センター運営や貿易業を始め、1991年に情報通信役務提供業を開始した。1992年よりは、東芝からコンピュータ統合生産技術導入、1995年NTTデータから「SCAW」導入とSI事業協力契約締結などで、自社のソフトウェア事業を強化させた。
1994年、韓国IBMとの合弁関係を解消し、NEC製のシステムやソフトウェアを扱うサムスン電管コンピューター事業を買収した。
1997年、現在の社名に変更し、米マイクロソフト、HPなどとの協力を発表した。
1997年の韓国通貨危機以降、新事業のインターネット事業から撤退し、1996年開始のパソコン通信事業を後にサムスンネットワークスとなるユニテル社として、ポータルサイト・検索エンジンの事業はネイバーコム社としてそれぞれ分社化した。
2010年、サムスンネットワークスを吸収合併した。
2018年、韓国ITサービス業界初で売上高10兆ウォン突破。
なお、韓国の電子政府事業など同国の情報化に初めから参入して政府システム全般に関わっている。

## 関連企業
- ネイバー (企業) - 元サムスンSDS系。韓国最大のポータルサイト・検索エンジンプロバイダー。
- カカオ (企業) - 元社員のキム・ボムスが創業。